# Jamaica op de Olympische Spelen
Jamaica is een van de landen die deelneemt aan de Olympische Spelen. Jamaica debuteerde op de Zomerspelen van 1948. Veertig jaar later (1988) kwam het voor het eerst uit op de Winterspelen.
In Parijs nam Jamaica voor de negentiende keer deel aan de Zomerspelen, in 2022 voor de negende keer aan de Winterspelen. Er werden in totaal 93 medailles (27-39-27) gewonnen, alle op de Zomerspelen.
Over de deelname van het bobsleeteam aan de Winterspelen van 1988 is in 1994 de komische film Cool Runnings gemaakt.

## Medailles en deelnames
Van de 87 medailles zijn 86 behaald in de atletiek (38 bij de mannen en 48 bij de vrouwen), veelal op de sprintonderdelen (individueel en estafettes). De overige medaille werd behaald in de wielersport, David Weller won in 1980 brons op de 1 km tijdrit.
De 'succesvolste' Jamaicaanse deelnemer is Usain Bolt, die op de lijst van succesvolste medaillewinnaars op de Olympische Zomerspelen na de OS van 2016 de tiende plaats in nam met acht gouden medailles behaald op de Spelen van 2008, 2012, 2016. De atlete Merlene Ottey, in 1980 de eerste vrouwelijke medaillewinnaar namens Jamaica, won negen medailles, driemaal zilver en zesmaal brons.

### Overzicht
De tabel geeft een overzicht van de jaren waarin werd deelgenomen, het aantal gewonnen medailles en de eventuele plaats in het medailleklassement.
| Zomerspelen | Zomerspelen | Zomerspelen | Zomerspelen | Zomerspelen | Zomerspelen |        | Winterspelen | Winterspelen | Winterspelen | Winterspelen | Winterspelen | Winterspelen |
| Jaar        | Goud        | Zilver      | Brons       | Totaal      | Rang        | Jaar   | Goud         | Zilver       | Brons        | Totaal       | Rang         |              |
| 1948        | 1           | 2           | 0           | 3           | 20          | 1948   | -            | -            | -            | -            | -            |              |
| 1952        | 2           | 3           | 0           | 5           | 13          | 1952   | -            | -            | -            | -            | -            |              |
| 1956        | 0           | 0           | 0           | 0           | -           | 1956   | -            | -            | -            | -            | -            |              |
| 1960        | -           | -           | -           | -           | -           | 1960   | -            | -            | -            | -            | -            |              |
| 1964        | 0           | 0           | 0           | 0           | -           | 1964   | -            | -            | -            | -            | -            |              |
| 1968        | 0           | 1           | 0           | 1           | 39          | 1968   | -            | -            | -            | -            | -            |              |
| 1972        | 0           | 0           | 1           | 1           | 43          | 1972   | -            | -            | -            | -            | -            |              |
| 1976        | 1           | 1           | 0           | 2           | 21          | 1976   | -            | -            | -            | -            | -            |              |
| 1980        | 0           | 0           | 3           | 3           | 34          | 1980   | -            | -            | -            | -            | -            |              |
| 1984        | 0           | 1           | 2           | 3           | 28          | 1984   | -            | -            | -            | -            | -            |              |
| 1988        | 0           | 2           | 0           | 2           | 34          | 1988   | 0            | 0            | 0            | 0            | -            |              |
| 1992        | 0           | 3           | 1           | 4           | 38          | 1992   | 0            | 0            | 0            | 0            | -            |              |
| 1996        | 1           | 3           | 2           | 6           | 39          | 1994   | 0            | 0            | 0            | 0            | -            |              |
| 2000        | 0           | 6           | 3           | 9           | 54          | 1998   | 0            | 0            | 0            | 0            | -            |              |
| 2004        | 2           | 1           | 2           | 5           | 35          | 2002   | 0            | 0            | 0            | 0            | -            |              |
| 2008        | 5           | 4           | 2           | 11          | 14          | 2006   | -            | -            | -            | -            | -            |              |
| 2012        | 4           | 5           | 3           | 12          | 18          | 2010   | 0            | 0            | 0            | 0            | -            |              |
| 2016        | 6           | 3           | 2           | 11          | 16          | 2014   | 0            | 0            | 0            | 0            | -            |              |
| 2020        | 4           | 1           | 4           | 9           | 21          | 2018   | 0            | 0            | 0            | 0            | -            |              |
| 2024        | 1           | 3           | 2           | 6           | 44          | 2022   | 0            | 0            | 0            | 0            | -            |              |
| Totaal      | 27          | 39          | 27          | 93          |             | Totaal | 0            | 0            | 0            | 0            |              |              |
| Tot. Z+W    | 27          | 39          | 27          | 93          |             |        |              |              |              |              |              |              |

Afghanistan · Albanië · Algerije · Amerikaans-Samoa · Amerikaanse Maagdeneilanden · Andorra · Angola · Antigua en Barbuda · Argentinië · Armenië · Aruba · Australië · Azerbeidzjan · Bahama's · Bahrein · Bangladesh · Barbados · België · Belize · Benin · Bermuda · Bhutan · Bolivia · Bosnië en Herzegovina · Botswana · Brazilië · Britse Maagdeneilanden · Brunei · Bulgarije · Burkina Faso · Burundi · Cambodja · Canada · Centraal-Afrikaanse Republiek · Chili · China · Chinees Taipei · Colombia · Comoren · Congo-Brazzaville · Congo-Kinshasa · Cookeilanden · Costa Rica · Cuba · Cyprus · Denemarken · Djibouti · Dominica · Dominicaanse Republiek · Duitsland · Ecuador · Egypte · El Salvador · Equatoriaal-Guinea · Eritrea · Estland · Ethiopië · Fiji · Filipijnen · Finland · Frankrijk · Gabon · Gambia · Georgië · Ghana · Grenada · Griekenland · Groot-Brittannië · Guam · Guatemala · Guinee · Guinee-Bissau · Guyana · Haïti · Honduras · Hongarije · Hongkong · Ierland · IJsland · India · Indonesië · Irak · Iran · Israël · Italië · Ivoorkust · Jamaica · Japan · Jemen · Jordanië · Kaaimaneilanden · Kaapverdië · Kameroen · Kazachstan · Kenia · Kirgizië · Kiribati · Koeweit · Kosovo · Kroatië · Laos · Lesotho · Letland · Libanon · Liberia · Libië · Liechtenstein · Litouwen · Luxemburg · Madagaskar · Malawi · Malediven · Maleisië · Mali · Malta · Marokko · Marshalleilanden · Mauritanië · Mauritius · Mexico · Micronesië · Moldavië · Monaco · Mongolië · Montenegro · Mozambique · Myanmar · Namibië · Nauru · Nederland · Nepal · Nicaragua · Nieuw-Zeeland · Niger · Nigeria · Noord-Korea · Noord-Macedonië · Noorwegen · Oeganda · Oekraïne · Oezbekistan · Oman · Oost-Timor · Oostenrijk · Pakistan · Palau · Palestina · Panama · Papoea-Nieuw-Guinea · Paraguay · Peru · Polen · Portugal · Puerto Rico · Qatar · Roemenië · Rusland · Rwanda · Saint Kitts en Nevis · Saint Lucia · Saint Vincent en de Grenadines · Salomonseilanden · Samoa · San Marino · Saoedi-Arabië · Sao Tomé en Principe · Senegal · Servië · Seychellen · Sierra Leone · Singapore · Slovenië · Slowakije · Somalië · Spanje · Sri Lanka · Soedan · Suriname · Swaziland · Syrië · Tadzjikistan · Tanzania · Thailand · Togo · Tonga · Trinidad en Tobago · Tsjaad · Tsjechië · Tunesië · Turkije · Turkmenistan · Tuvalu · Uruguay · Vanuatu · Venezuela · Verenigde Arabische Emiraten · Verenigde Staten · Vietnam · Wit-Rusland · Zambia · Zimbabwe · Zuid-Afrika · Zuid-Korea · Zuid-Soedan · Zweden · Zwitserland
Historische landen: Bohemen · Bondsrepubliek Duitsland · Brits-Indië · Duitse Democratische Republiek · Joegoslavië · Malaya · Nederlandse Antillen · Noord-Borneo · Noord-Jemen · Saarland · Servië en Montenegro · Sovjet-Unie · Tsjecho-Slowakije · West-Indische Federatie · Zuid-Jemen
Bijzondere deelnames: Onafhankelijke olympische atleten · Vluchtelingenteam 
 Australazië · Duits Eenheidsteam · Gemengd team · Gezamenlijk Team